# Anticarsia spiloleuca
Anticarsia spiloleuca là một loài bướm đêm trong họ Erebidae.